# Matrimonio lavanda
Un matrimonio lavanda es el término usado en países de habla inglesa para referirse a un matrimonio entre un hombre y una mujer realizado como un matrimonio de conveniencia para ocultar la orientación sexual socialmente estigmatizada de uno o ambos cónyuges. Es un tipo de matrimonio de orientación mixta. El término data de principios del siglo XX y se utiliza casi exclusivamente en tales países para caracterizar ciertos matrimonios de celebridades públicas en la primera mitad del siglo XX, principalmente antes de la Segunda Guerra Mundial, cuando las actitudes públicas hacían imposible que una persona que reconociera su homosexualidad siguiera una carrera pública, especialmente en la industria cinematográfica de Hollywood. Uno de los primeros usos de la frase apareció en la prensa británica en 1895, en un momento en que el color lavanda estaba asociado con la homosexualidad.

## En los países de habla inglesa
Con la inclusión de cláusulas de moralidad en los contratos de los actores de Hollywood en la década de 1920, algunas estrellas cerradas contrajeron matrimonios de conveniencia para proteger su reputación pública y preservar sus carreras. Una excepción notable que demostró la precaria posición del homosexual público fue la de William Haines, que puso fin repentinamente su carrera a la edad de 35 años. Se negó a poner fin a su relación con su pareja masculina, Jimmy Shields, y a contraer matrimonio bajo la dirección de su empleador de estudio, Metro-Goldwyn-Mayer. Algunas empresas castigaron a los actores por desafiar estas cláusulas al no pagarlas. Universal Film Company justificó sus acciones etiquetando el comportamiento del actor como inaceptable; esto incluyó tener atracciones que no eran heterosexuales. Estas cláusulas pusieron a los actores en una situación difícil, ya que arriesgaron sus medios de vida y esencialmente los presionaron para que se casaran con lavanda. Los matrimonios de lavanda también fueron una manera de preservar la imagen del público de una celebridad, especialmente si estas celebridades eran famosas por su apariencia o atractivo sexual. El final del siglo XX trajo consigo un cambio para la comunidad LGBTQ+, particularmente después de los disturbios de Stonewall de 1969. Debido a esto, los matrimonios de lavanda entre celebridades se volvieron menos comunes.
El término matrimonio de lavanda se ha utilizado para caracterizar a las siguientes parejas / individuos:
- La locutora y periodista inglesa Nancy Spain consideró entrar en un matrimonio de lavanda para disfrazar su relación con Joan Werner Laurie, editora de revistas y libros.[5]
- El matrimonio de Robert Taylor y Barbara Stanwyck supuestamente disfrazó la supuesta bisexualidad de ambos y se ha caracterizado como lavanda por esa razón, pero fue impulsado por la necesidad de proteger su reputación después de que un artículo de la revista Photoplay informara que habían estado viviendo juntos durante años mientras estaban solteros.[6]
- El actor Rock Hudson, preocupado por los rumores de que la revista Confidential planeaba exponer su homosexualidad, se casó con Phyllis Gates, una joven empleada por su agente, en 1955. Gates insistió hasta el momento de su propia muerte en que no había tenido idea de que el matrimonio era otra cosa que legítimo.[7]
- El término se ha aplicado al matrimonio de Tyrone Power y la actriz francesa Annabella en 1939.[8]
- La actriz y productora de teatro estadounidense Katharine Cornell (lesbiana) se casó con el director escénico gay Guthrie McClintic en 1921. Ella apareció solo en producciones que él dirigió, y vivieron juntos en su casa adosada de Manhattan hasta la muerte de éste en 1961.[9]
- El actor sueco de Hollywood Nils Asther y la artista de vodevil, Vivian Duncan tuvieron un breve matrimonio de conveniencia que resultó en un hijo; Asther era un homosexual bien conocido que tenía una relación con el actor/acrobacia Kenneth DuMain.[10]
- La actriz de cine de Hollywood Janet Gaynor y el diseñador de vestuario Adrian se casaron desde 1939 hasta su muerte en 1959, y tuvieron un hijo juntos. Se rumoreaba que Gaynor era bisexual y Adrian era abiertamente gay dentro de la comunidad de Hollywood, y se asume que su relación era un matrimonio de lavanda ordenado por el sistema de estudio. Gaynor más tarde se volvió a casar con el productor Paul Gregory y ella y Gregory eran amigos cercanos de la actriz de Broadway Mary Martin, que se rumoreaba que era bisexual, y el esposo de Martin, Richard Halliday, un crítico de drama que era un hombre gay encerrado. El cuarteto vivió juntos en el rancho de Martin en el estado de Goiás, Brasil, durante varios años.

Aunque los matrimonios de lavanda se asocian típicamente con celebridades LGBTQ+, personas de todos los orígenes los han utilizado para protección y conveniencia. Estas personas han encontrado consuelo en sitios web donde pueden expresar su angustia por sus matrimonios de conveniencia, pero no muchos han hablado de su experiencia fuera de Internet, aparte de un artículo en The Guardian en noviembre de 2019, pidiendo a las personas que compartan sus razones para casarse por conveniencia. En noviembre de 2017, la BBC publicó un artículo sobre matrimonios de conveniencia en comunidades LGBTQ+ asiáticas en el Reino Unido.
El artículo de la BBC y sus participantes se refieren a un «matrimonio de conveniencia» en lugar de un matrimonio de lavanda, pero se refieren con todo a un matrimonio que oculta la sexualidad de una o ambas partes de una pareja. Entrevistados informaron que las expectativas familiares y mantener una imagen eran varias de las razones por las que habían aceptado un matrimonio de conveniencia. Awemir Iqbal, un hombre gay originario de Pakistán y residente en West Yorkshire, declaró que entendía por qué la gente tenía un matrimonio de conveniencia para satisfacer los deseos de su familia. El miedo a empañar el apellido, o ser repudiados si expresaran su sexualidad mediante relaciones entre personas del mismo sexo, lleva a algunos a contraer matrimonio de conveniencia. Apoyo a personas LGBTQ+ en esta situación es brindado en el Reino Unido por «Karma Nirvana», un grupo para ayudar a las personas que escapan de matrimonios forzados. El fundador de Karma Nirvana, Jasvinder Sanghera, ha afirmado que es probable que haya más matrimonios de conveniencia de los que se reportan. Sitios web como Mocmatch, Saathinight o Al-Jannah son ejemplos de lugares donde personas pueden encontrar parejas que quieran participar en matrimonios de conveniencia.

## En China
Los matrimonios de lavanda o los matrimonios de conveniencia (en chino, Tongqi o Tongfu) también se pueden encontrar en China, donde no se aceptan los matrimonios entre personas del mismo sexo o la comunidad LGBTQ+. El término Tongqi es un neologismo culturalmente específico en China, que puede traducirse como «esposas de hombres gay», pero que incluye no solo a las esposas, sino a menudo a cualquier pareja femenina de un hombre gay.
En la cultura china, casarse y tener hijos es una obligación social y familiar. Durante el Año Nuevo chino, la gente viaja a sus lugares de origen para celebrar con sus familias, pero para los jóvenes esto implica también tener que preocuparse por las presiones que rodean el matrimonio y tener hijos. En el caso de los hombres chinos homosexuales y las mujeres chinas lesbianas, la presión social para que tengan una relación heterosexual puede ser tan profunda que a menudo recurren a matrimonios de lavanda o «matrimonios cooperativos». Algunas personas, se han casado con lesbianas para asumir las expectativas sociales y parentales y aliviar algo de presión. Muchas parejas reportan que los matrimonios de lavanda hacen más daño que bien si los individuos se niegan a sí mismos la expresión de su sexualidad fuera del matrimonio. El tema no se discute públicamente porque la homosexualidad no es ampliamente aceptada.
Sin embargo, las comunidades LGBTQ+ más pequeñas han ganado suficiente impulso como para que se haya desarrollado una aplicación específicamente centrada en ofrecer matrimonios de lavanda para personas LGBTQ+. La aplicación, llamada «Queers», ha sido descontinuada, pero tuvo tal impacto en la comunidad LGBTQ+ que antiguos miembros han pedido al fundador de Queers, Liao Zhuoying, una pareja del sexo opuesto que puedan llevar a casa para evitar la cantaleta de parte de los miembros de sus familias.